# Mineshaft
Mineshaft, né en 1999, est un cheval de course pur-sang, élu cheval de l'année aux États-Unis en 2003. 

## Carrière de courses
À considérer l'année de 3 ans de ce poulain né aux États-Unis et envoyé à l'entraînement chez le maestro anglais John Gosden, difficile de voir en Mineshaft le futur récipiendaire du titre suprême des courses américaines, celui de cheval de l'année. Gosden n'est pas aveugle quant à son potentiel, puisqu'il croit suffisamment en lui pour l'envoyer, de l'autre côté de la Manche, disputer un groupe 3, le Prix Daphnis, où d'ailleurs il se comporte honorablement. Mais le constat est là : une victoire et une place en sept sorties sur le gazon européen. 
En matière de courses de chevaux, bon sang ne saurait mentir, et la génétique n'est pas à prendre à la légère : avec ses origines américaines, Mineshaft n'est pas fait pour le gazon et les tactiques subtiles des courses européennes, où l'on mise sur la capacité d'accélération dans la ligne droite. Il est fait pour le dirt, cette poussière américaine sur laquelle galopent les pur-sangs, et ces courses à la mort où l'on s'élance tels des dragsters avant de terminer le parcours comme on peut. À la fin de l'année 2002, Mineshaft est envoyé dans les boxes de Neil J. Howard. Terminé le gazon, désormais il ne se produira plus que sur le dirt. Et ce n'est plus le même cheval :il s'impose d'emblée à Churchill Downs, puis enchaîne à Fair Grounds, à La Nouvelle-Orléans, où il remporte quatre de ses cinq sorties, dont deux groupes. Pour sa première sortie au plus haut niveau, il se promène dans le Pimlico Special. Battu ensuite, et de justesse, dans le Stephen Foster Handicap, il empile les succès avec une grande facilité : le Suburban Handicap devant Volponi, le lauréat de la Breeders' Cup Classic 2002, les Woodward Stakes face à l'Irlandais Hold That Tiger, et la Jockey Club Gold Cup, son neuvième succès en onze sorties aux États-Unis. Son dernier aussi, puisqu'une blessure conduit son entourage à mettre un terme à sa carrière, alors qu'il était le favori annoncé de la Breeders' Cup Classic. Cette absence ne l'empêche pas d'obtenir deux Eclipse Awards, celui de cheval d'âge de l'année et le titre suprême de cheval de l'année et de terminer, avec un rating de 127, au cinquième rang du bilan mondial de l'année de la FIAH. 

### Résumé de carrière
| Date         | Hippodrome       | Pays        | Course                  | Statut      | Distance    | Surface     | Jockey            | Place       | Écart       | Vainqueur ou deuxième |
| 2002, 3 ans  | 2002, 3 ans      | 2002, 3 ans | 2002, 3 ans             | 2002, 3 ans | 2002, 3 ans | 2002, 3 ans | 2002, 3 ans       | 2002, 3 ans | 2002, 3 ans | 2002, 3 ans           |
| ------------ | ---------------- | ----------- | ----------------------- | ----------- | ----------- | ----------- | ----------------- | ----------- | ----------- | --------------------- |
| 20 avril     | Newbury          | Royaume-Uni | Maiden                  |             | 1 600 m     | Turf        | Philip Robinson   | 4e / 14     | 5 ¾         | Disco Volante         |
| 5 mai        | Newmarket        | Royaume-Uni | Maiden                  |             | 1 600 m     | Turf        | Philip Robinson   | 1er / 17    | encolure    | Hero's Journey        |
| 1er juin     | Newmarket        | Royaume-Uni | Fairway Stakes          | Listed      | 2 000 m     | Turf        | Philip Robinson   | 4e / 5      | 2 ½         | Bustan                |
| 20 juin      | Ascot            | Royaume-Uni | Britannia Handicap      |             | 1 600 m     | Turf        | Lanfranco Dettori | 10e / 31    | 7           | Pentecost             |
| 28 juillet   | Maisons-Laffitte | France      | Prix Daphnis            | Gr. 3       | 1 800 m     | Turf        | Richard Hughes    | 4e / 9      | 2           | Bernebeau             |
| 15 août      | Salisbury        | Royaume-Uni | Sovereign Stakes        | Listed      | 1 600 m     | Turf        | Richard Hughes    | 6e / 9      | 1 ¼         | Priors Lodge          |
| 13 septembre | Doncaster        | Royaume-Uni | Challenge Trophy        |             | 1 600 m     | Turf        | Richard Hughes    | 2e / 8      | 2           | Tikkun                |
| 27 novembre  | Churchill Downs  | États-Unis  | General Race            |             | 1 600 m     | Dirt        | Robby Alvarado    | 1er / 11    | 1 ½         | Revised Note          |
| 20 décembre  | Fair Grounds     | États-Unis  | Optional Claiming       |             | 1 600 m     | Dirt        | Robby Alvarado    | 1er / 9     | 3 ½         | Halo's Tiger          |
| 2003, 4 ans  |                  |             |                         |             |             |             |                   |             |             |                       |
| 19 janvier   | Fair Grounds     | États-Unis  | Diplomat Way Handicap   | Listed      | 1 700 m     | Dirt        | Robby Alvarado    | 1er / 7     | nez         | Leaned                |
| 9 février    | Fair Grounds     | États-Unis  | Wallaway Handicap       | Gr. 3       | 1 700 m     | Dirt        | Robby Alvarado    | 2e / 8      | 2 ½         | Balto Star            |
| 2 mars       | Fair Grounds     | États-Unis  | New Orleans Handicap    | Gr. 2       | 1 800 m     | Dirt        | Robby Alvarado    | 1er / 11    | 3 ½         | Olmodavor             |
| 25 avril     | Keeneland        | États-Unis  | Ben Ali Stakes          | Gr. 3       | 1 800 m     | Dirt        | Robby Alvarado    | 1er / 4     | 9           | American Style        |
| 16 mai       | Pimlico          | États-Unis  | Pimlico Special         | Gr. 1       | 1 900 m     | Dirt        | Robby Alvarado    | 1er / 9     | 3 ¾         | Western Pride         |
| 14 juin      | Churchill Downs  | États-Unis  | Stephen Foster Handicap | Gr. 1       | 1 800 m     | Dirt        | Robby Alvarado    | 2e / 9      | tête        | Perfect Drift         |
| 5 juillet    | Belmont Park     | États-Unis  | Suburban Handicap       | Gr. 1       | 2 000 m     | Dirt        | Robby Alvarado    | 1er / 8     | 2 ¼         | Volponi               |
| 6 septembre  | Belmont Park     | États-Unis  | Woodward Stakes         | Gr. 1       | 1 800 m     | Dirt        | Robby Alvarado    | 1er / 5     | 4 ¼         | Hold That Tiger       |
| 27 septembre | Belmont Park     | États-Unis  | Jockey Club Gold Cup    | Gr. 1       | 2 000 m     | Dirt        | Robby Alvarado    | 1er / 5     | 4 ¼         | Quest                 |

## Au haras
Retiré à Lane's End Farm, le haras où il avait vu le jour, Mineshaft commence sa carrière d'étalon à un prix très élevé pour un débutant : 100 000 dollars la saillie. S'il la terminera à $ 10 000 vingt ans plus tard, puisqu'il prend sa retraite en 2025, il aura néanmoins réussi dans ses nouvelles fonctions, donnant huit vainqueurs de groupe 1, dont It's Tricky (CCA Oaks, Ogden Phipps Handicap), Dialed In (Florida Derby), Effinex (Clark Handicap) ou Señor Buscador (Saudi Cup).

## Origines
Né dans la pourpre, Mineshaft a fortement contribué au premier des deux titres de tête de liste des étalons américains de son père A.P. Indy, cheval de l'année en 1992. Il est le dernier produit de l'une des meilleures pouliches de sa génération, Prospectors Delite, et appartient à une famille formidable, celle fondée par la jument-base française La Troienne, que l'on peut détailler depuis la deuxième mère de Mineshaft, Up The Flagpole, lauréate des Delaware Oaks (Gr.2). Elle est la mère de :
- Runup The Colors (par A.P. Indy) : Alabama Stakes (Gr.1), Delaware Oaks, 2e Ballerina Handicap (Gr.1), Spinster Stakes (Gr.1), mère de :
  - Revolutionary (par War Pass) : Louisiana Derby (Gr.2), 3e Kentucky Derby.
- Flagbird (par Nureyev) : Premio Presidente della Repubblica, Prix de la Grotte, 2e Prix Marcel Boussac, Gamely Handicap (Gr.1), Sun Chariot Stakes, Prix d'Aumale, 3e Champion Stakes, Beverly Hills Handicap (Gr.1)
- Top Account (par Private Account) : King's Bishop Stakes (Gr.2), 2e Forego Handicap, 3e NYRA Mile Handicap (Gr.1), Jerome Handiap. (Gr.2).
- Fold The Flag (par Raja Baba) : 3e La Brea Stakes (Gr.3)
- Prospector's Delite : Ashland Stakes, Acorn Stakes, 2e Kentucky Oaks. Morte précocement, elle n'eut que cinq produits, tous performants :
  - Tomisue's Delite (1994, par A.P. Indy) : Ruffian Handicap (Gr.1), Personal Ensign Handicap (Gr.1), 2e Kentucky Oaks, CCA Oaks, Beldame Stakes, 3e Mother Goose Stakes (Gr.1), Alabama Stakes (Gr.1), Go for Wand Handicap (Gr.1), Fleur de Lis Handicap (Gr.1). Mère de :
    - Mr. Sidney (par Storm Cat) : Maker's Mark Mile Stakes (Gr.1), Firecracker Handicap (Gr.2), 3e Shadwell Turf Mile Stakes (Gr.1).

  - Delta Music (1995, par Dixieland Band) : 3e Vagrancy Handicap (Gr.3)
  - Monashee Mountain (1997, par Danzig) : Killavullan Stakes (Gr.3), Tetrarch Stakes (Gr.3)
  - Rock Slide (1998, par A.P. Indy) : 2e Turfway Park Fall Championship Staks (Gr.3)
  - Mineshaft

### Pedigree
| Origines de Mineshaft (USA), mâle bai brun né en 1999 | Origines de Mineshaft (USA), mâle bai brun né en 1999 | Origines de Mineshaft (USA), mâle bai brun né en 1999 | Origines de Mineshaft (USA), mâle bai brun né en 1999 |
| ----------------------------------------------------- | ----------------------------------------------------- | ----------------------------------------------------- | ----------------------------------------------------- |
| Père A.P. Indy                                        | Seattle Slew                                          | Bold Reasoning                                        | Boldnesian                                            |
| Père A.P. Indy                                        | Seattle Slew                                          | Bold Reasoning                                        | Reason To Earn                                        |
| Père A.P. Indy                                        | Seattle Slew                                          | My Charmer                                            | Poker                                                 |
| Père A.P. Indy                                        | Seattle Slew                                          | My Charmer                                            | Fair Charmer                                          |
| Père A.P. Indy                                        | Weekend Surprise                                      | Secretariat                                           | Bold Ruler                                            |
| Père A.P. Indy                                        | Weekend Surprise                                      | Secretariat                                           | Somethingroyal                                        |
| Père A.P. Indy                                        | Weekend Surprise                                      | Lassie Dear                                           | Buckpasser                                            |
| Père A.P. Indy                                        | Weekend Surprise                                      | Lassie Dear                                           | Gay Missile                                           |
| Mère Prospectors Delite                               | Mr. Prospector                                        | Raise A Native                                        | Native Dancer                                         |
| Mère Prospectors Delite                               | Mr. Prospector                                        | Raise A Native                                        | Raise You                                             |
| Mère Prospectors Delite                               | Mr. Prospector                                        | Gold Digger                                           | Nashua                                                |
| Mère Prospectors Delite                               | Mr. Prospector                                        | Gold Digger                                           | Sequence                                              |
| Mère Prospectors Delite                               | Up The Flagpole                                       | Hoist The Flag                                        | Tom Rolfe                                             |
| Mère Prospectors Delite                               | Up The Flagpole                                       | Hoist The Flag                                        | Wavy Navy                                             |
| Mère Prospectors Delite                               | Up The Flagpole                                       | The Garden Club                                       | Herbager                                              |
| Mère Prospectors Delite                               | Up The Flagpole                                       | The Garden Club                                       | Fashion Verdict (famille 1-x)                         |